# Antonio Marchi (Regisseur)
Antonio Marchi (* 18. Mai 1923 in Parma; † 2003) war ein italienischer Kurzfilmregisseur.
Marchi war seit Beginn der 1940er Jahre aktives Mitglied beim „Cineguf“ und im Filmclub seiner Heimatstadt und gab das Monatsmagazin „La critica cinematografica“ heraus. Ab 1948 drehte er dokumentarische Kurzfilme in reicher Anzahl und organisierte 1953 eine Konferenz zum Neorealismus. Im gleichen Jahr drehte er zusammen mit Luigi Malerba seinen einzigen abendfüllenden Spielfilm, Donne e soldati. Marchi blieb danach dem Dokumentarfilm treu und förderte zahlreiche Kollegen.